# Rank 1
I Rank 1 sono un gruppo musicale trance olandese formatosi nel 1997. Hanno prodotto molte hit da dancefloor. Nonostante i due componenti del gruppo (Benno De Goeij e Piet Bervoets) avessero già lavorato insieme in precedenza, quello dei Rank 1 è stato il loro primo progetto che ha riscosso un certo successo commerciale.
La loro più grande hit commerciale è stata "Airwave", uscita nel 1999, che raggiunse il decimo posto nella Official Singles Chart e il venticinquesimo nella Dance Club Songs statunitense. Una versione remixata e rimodernata del singolo, aggiunta di una parte cantata da Jan Lochel, fu pubblicata nel 2003, prendendo il nome di Breathing (Airwave 2003). Dopo un passato di protagonisti nel panorama uplifting nel 2007 sono passati ad un sound prettamente progressive in cui si confermano anche qui maestri.
Dapprima specialisti negli "Anthem", sono stati richiesti per produrre dischi portanti di alcuni eventi più famosi al mondo, alcuni fra i quali Such is life (Sensation White 2001). Beats@rank1.com (Trance Energy 2005), L.E.D. there be light (Trance Energy 2009),  Symfo (Sunrise Festival 2009)
I Rank 1 hanno usato in passato molti alias, fra cui R.O.O.S., Pedro & Benno e A.I.D.A.
Dal 2008 Benno De Goeij, membro del duo, collabora ed è co-produttore della maggioranza delle produzioni di Armin van Buuren.

## Discografia

### Album
- 2004: Symsonic

### Singoli
R.O.O.S.
- 1997: Instant Moments
- 1997: Instant Moments (Waiting For) feat. Evelyne Derks
- 1998: Living in a Dream
- 1999: Body, Mind & Spirit
- 2002: Instant Moments 2002

Pedro & Benno
- 1997: Scream for Love
- 1998: Talkin' to You
- 1999: Speechless

A.I.D.A.
- 1999: Far and Away
- 1999: Far and Away/Merit
- 1999: Remember Me/Corvana

Rank 1
- 1999: Black Snow/The Citrus Juicer
- 1999: Airwave (voce di Nagi)
- 2001: Such Is Life (voce di Penny McCleery)
- 2001: Ambient Edition
- 2002: Awakening (voce di Olga Zegers)
- 2003: Breathing (Airwave 2003) (voce di Jan Lochel)
- 2003: It's Up to You (Symsonic)
- 2004: Unreleased Tracks
- 2005: Beats @ Rank-1 Dotcom
- 2005: Opus 17/Top Gear
- 2007: The World Is Watching Me feat. Armin van Buuren & Kush
- 2007: Life Less Ordinary feat. Alex M.O.R.P.H. & Fragma
- 2008: And Then...
- 2009: L.E.D There Be Light
- 2009: Symfo
- 2010: The Great Escape feat. Jochen Miller

Altri alias
- 1997 Human Beast, come Simplistic Mind
- 1997 Baby Freak, come Precious People
- 1997 Reflections of Love, come Precious People
- 1998 To the Church, come Two Disciples
- 1998 I Know You're There, come Tritone (con DJ Misjah)
- 1998 Ssst... (Listen), come Jonah (con DJ Misjah)
- 1998 Subspace Interference, come Control Freaks (con DJ Tiësto)
- 1998 Play it Rough, come System Eight (con Michel Keyser)
- 1999 Human Planetarium, come Gualagara
- 2000 Yeah... Right, come Jonah (con DJ Misjah)
- 2000 Straight to the Point, come SPX (con DJ Misjah)
- 2003 The Anthem 2003, come Sensation
- 2003 Perfect Blend/Deep Ranger, come Mac J